# Allium damascenum
Allium damascenum är en amaryllisväxtart som beskrevs av Naomi Feinbrun. Allium damascenum ingår i släktet lökar, och familjen amaryllisväxter.
Artens utbredningsområde är Syrien. Inga underarter finns listade i Catalogue of Life.